# Verdict (téléfilm, 1986)
Pour les articles homonymes, voir Verdict (homonymie).
Pour plus de détails, voir Fiche technique et Distribution.
Verdict (The Penalty Phase) est un téléfilm américain réalisé par Tony Richardson, diffusé en 1986.

## Synopsis
Doit-on condamner cet homme à la peine capitale ? C'est la question qui hante le juge Kenneth Hoffman. Décision d'autant plus difficile à prendre, à une semaine des élections, sachant que l'accusé est un violeur reconnu...

## Fiche technique
- Titre : Verdict
- Titre original : The Penalty Phase
- Réalisation : Tony Richardson
- Scénario : Gale Patrick Hickman
- Production : Tamara Asseyev
- Sociétés de production : New World Television et Tamara Asseyev Productions
- Musique : Ralph Burns
- Photographie : Steve Yaconelli
- Montage : David A. Simmons
- Décors : Steve Karatzas
- Costumes : Ron Talsky
- Pays d'origine :  États-Unis
- Format : Couleurs - 1,33:1 - Mono - 35 mm
- Genre : Drame, thriller
- Durée : 96 minutes
- Date de diffusion : 18 novembre 1986 (États-Unis sur CBS)

## Distribution
- Peter Strauss : le juge Kenneth Hoffman
- Jonelle Allen : Susan Jansen
- Karen Austin : Julie
- Jane Badler : Katie Pinter
- John Harkins : Mr Hunter
- Millie Perkins : Nancy Faulkner
- Mitch Ryan : le juge Donald Faulkner
- Richard Bright : le juge Von Karman
- Richard Chaves : Nolan Esherman
- Rossie Harris : Zach Hoffman
- Art LaFleur : Pete Pavlovich
- Melissa Gilbert : Leah Furman
- Mark Allen : Gil
- Ron Campbell : Chris
- Stuart Duckworth : Singleton

## Autour du film
- Le tournage s'est déroulé à Portland et The Dalles, dans l'Oregon.